# Parafia Matki Bożej Różańcowej w Rogoźnicy
Parafia Matki Bożej Różańcowej w Rogoźnicy znajduje się w dekanacie strzegomskim w diecezji świdnickiej. Była erygowana w XIX wieku. Jej proboszczem jest ks. Paweł Łabuda.

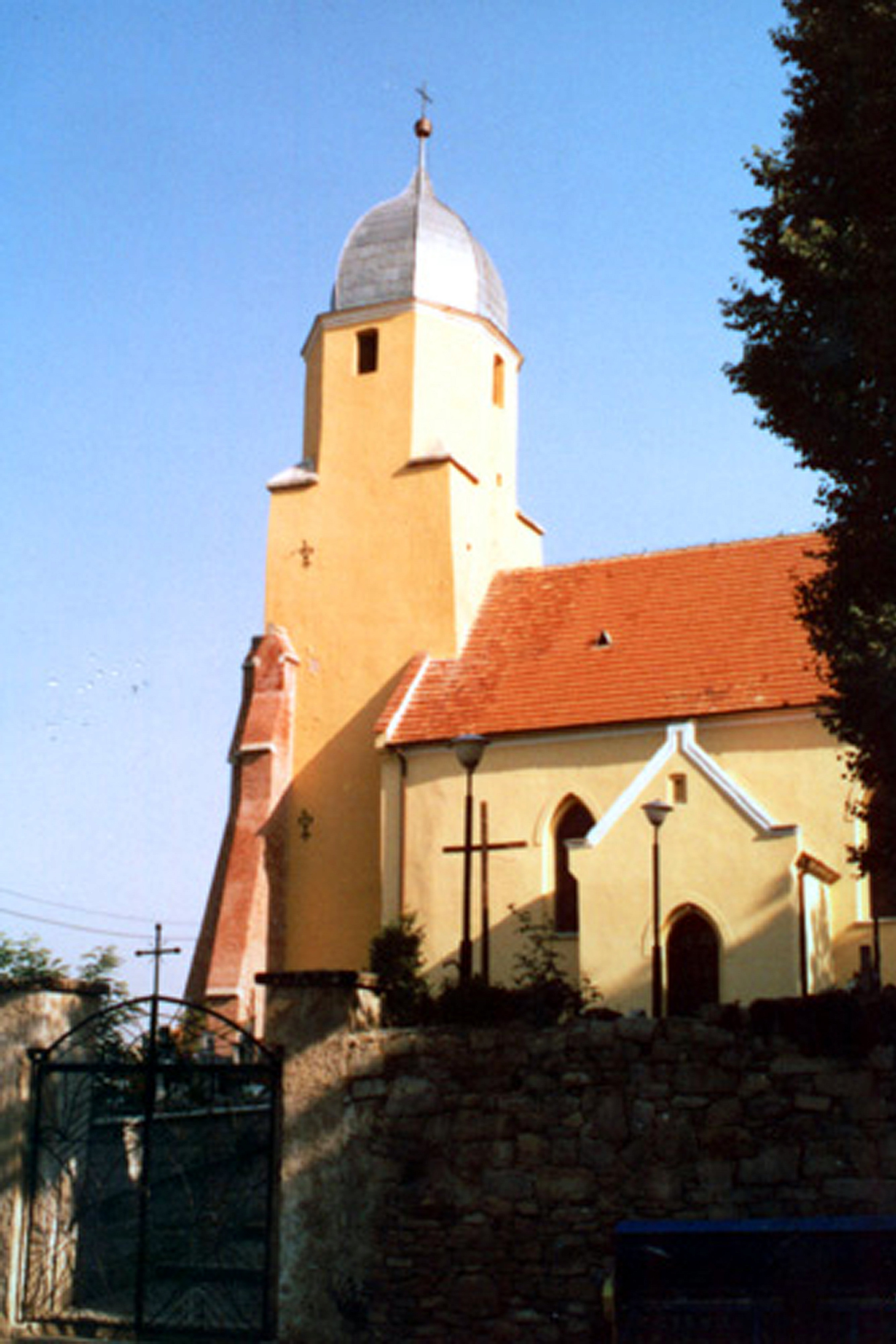
Kościół filialny w Targoszynie